# Hakluyt Society
Die Hakluyt Society (Hakluyt-Gesellschaft) ist ein eingetragener gemeinnütziger Verein (registered charity) mit Sitz in London, England, der sich zum Ziel gesetzt hat, ein besseres Verständnis der Weltgeschichte zu fördern. Sie ist als Herausgeberin von Texten aus dem Zeitalter der Entdeckungen bestens bekannt, von der die Liste der von der Hakluyt Society veröffentlichten Reisewerke einen umfassenden Eindruck vermittelt.
Die 1846 gegründete Gesellschaft ist nach Richard Hakluyt (1552–1616) benannt, einem walisischen Sammler und Herausgeber von Berichten über Expeditionen und Reisen sowie anderen die englischen Überseeinteressen betreffenden Dokumenten (The principal navigations, voyages, traffiques and discoveries of the English nation).
Die Hauptaktivität der Gesellschaft ist der Nachdruck von wissenschaftlich kommentierten Ausgaben von wichtigsten Quellen über Reisen, die in verschiedenen Gebieten der Welt unternommen worden sind. Diese bilden frühe Berichte über Geographie, Ethnologie und Naturgeschichte der besuchten Regionen. Die Gesellschaft hat bis heute über 200 Ausgaben in etwa 350 Bänden und verschiedenen Reihen (First Series Part I; First Series Part II; Second Series Part I; Second Series Part II; Third Series; Extra Series) herausgebracht. Alle Editionen erscheinen in englischer Sprache.
Bisherige Ausgaben der Hakluyt Society stehen unter anderem mit folgenden Reisenden und Forschern in Verbindung: Ibn Battuta, Fabian Gottlieb von Bellingshausen, Pedro de Cieza de León, John Cabot, Christoph Columbus, Cosmas Indicopleustes, James Cook, Vasco da Gama, Humphrey Gilbert, Jean-François de La Pérouse, Ludwig Leichhardt, Afonso de Albuquerque, Louis Antoine de Bougainville, Semjon Iwanowitsch Deschnjow, Jean Barbot, Wilhelm von Rubruk, Plano Carpini, Rashid ad-Din, Francesco Pegolotti, Giovanni de Marignolli, Benedikt Goës, William Hedges, Alvaro de Mendaña, Leo Africanus, Ma Huan, Olaus Magnus, Francisco Álvares, François Pyrard, Hernando Cortez, Garcilaso de la Vega, Juan González de Mendoza, Sigmund von Herberstein, Walter Raleigh, Francis Drake, William Baffin, Barthelémy Carré de Chambon, Arthur Jermy Mounteney Jephson, Johann Reinhold Forster, Jens Munk und George Vancouver.
Es gibt auch eine Tochterorganisation, die 1996 in der John Carter Brown Library auf dem Campus der Brown University gegründete American Friends of the Hakluyt Society (Amerikanische Freunde der Hakluyt-Gesellschaft), die ihren Schwerpunkt auf die Geschichte Amerikas gelegt hat.